# Bolognas sexdagars
Bolognas sexdagars var ett italienskt sexdagarslopp i bancykling som avhölls på en tillfälligt uppbyggd velodrom i samband med Bolognas motormässa i Casalecchio di Reno. Det arrangerades i samarbete med Gruppo Sportivo Emilia (som arrangerar internationella cykeltävlingar, som Giro dell'Emilia och Settimana Internazionale Coppi e Bartali, i regionen Emilia-Romagna) i den nybyggda multiarenan Palasport Casalecchio 6–11 december 1994.

## Podieplaceringar
| År   | Vinnare                             | Tvåa                           | Trea                           |
| 1994 | Adriano Baffi Pierangelo Bincoletto | Silvio Martinello Werner Stutz | Claudio Chiappucci Urs Freuler |